# 翟婉明
翟婉明（1963年8月—），江苏靖江人，中国铁路工程动力学专家，西南交通大学教授，中国科学院院士，中共十九大代表。
1985年毕业于西南交通大学机械系机车柴油机专业，1987年获该校机车车辆专业硕士，1992年获博士学位。1987年起在西南交通大学机辆所先后任助教、讲师、副教授，列车与线路所所长、教授、牵引动力中心所长、博士生导师。2011年当选为中国科学院院士。